# DVB-T
DVB-T (англ. Digital Video Broadcasting — Terrestrial) — європейський стандарт наземного цифрового мовлення, належить до сімейства стандартів DVB. Використовується, перш за все, в різних європейських, азійських та африканських державах, а також в Австралії як стандарт для передачі цифрового телебачення і радіо. Північноамериканський пандан до DVB називається ATSC, японський — ISDB, в Китайській Народній Республіці — DMB-T/H. DVB-T в різних країнах часто має інші скорочення, наприклад, у Великій Британії та Ірландії він називається «Digital Terrestrial Television (DTT)», або, відповідно до вартості, «Pay-TV» або «Freeview», в Іспанії "Televisión Digital Terrestre (TDT), у Франції — «Télévision Numérique Terrestre (TNT)».
Стандарт дозволяє передавати стиснене відео, звук і дані в транспортному потоці MPEG, що використовує COFDM-модуляцію.

## Технічний опис
Використовувана в DVB-T модуляція OFDM розбиває цифровий потік даних на велику кількість повільніших цифрових потоків, кожен з яких у цифровій формі модулюється рядом близько розташованих суміжних частот-носіїв. Мікросхеми пристроїв, що здійснюють модуляцію, можуть працювати з кількістю частот-носіїв, що дорівнює будь-якому ступеню двійки, тому було обрано найближче число — 8192 = 213, цей режим отримав назву «8k». Для прискорення прийняття стандарту вимоги до одночастотної мережі знизили, обмежившись числом носійних 2048 = 211, режим «2k». Зрештою, було прийнято єдину специфікацію «2k/8k». Стандартом використовуються два значення тривалості активної частини символів (Т) 224 мкс для режиму «2k» і 896 мкс для режиму «8k». Частотне рознесення становить 4464 Гц і 1116 Гц, число частот-носіїв (N) 1705 і 6817 відповідно.

## В Україні

### Формати мовлення
З 2006 року відеопотік усіх цифрових ефірних телеканалів — учасників експерименту в Києві (ДП «Ера Продакшн», на 41-му ТВК (634 МГц), потужність передавача 1,3 кВт; ТОВ «ТРК „Експрес-Інформ“», на 43-му ТВК (650 МГц), передавач — 0,5 кВт; ЗАТ «Українська цифрова телемережа», на 51-му ТВК (714 МГц), потужність передавача 0,5 кВт; ТОВ «Гамма-Консалтинг», на 64-му ТВК (818 МГц), потужність передавача 0,2 кВт.) транслювався у стандарті MPEG-2, але вже у 2008—2009 в ефірі з'явились канали і у стандарті MPEG-4 (H.264) на частоті 714 МГц (51 ТВК). За рахунок досконалішого алгоритму стискання вдалося збільшити кількість каналів на одній частоті з 6 до 10.